# وزارة الاقتصاد والمالية (الأوروغواي)
وزارة الاقتصاد والمالية (بالإسبانيَّة:Ministerio de Economía y Finanzas) هي وزارة تابعة لحكومة أوروغواي مسؤولة عن إدارة وتحسين وتعزيز الشؤون المالية في الأوروغواي من خلال بعض الهيئات المختصة.
وزيرة الاقتصاد والمالية الحالية هي أزوسينا أربيليتشي، والتي شغلت المنصب منذ 1 مارس 2020.

## روابط خارجية
- وزير الاقتصاد والمالية في أوروغواي (بالإسبانية فقط)